# Формион
Формион (грч. Φορμίωνος, живео у 5. веку п. н. е.) јесте био атински војсковођа и адмирал током Пелопонеског рата. Заслужан је за неколико победа у поморским биткама током 429. п. н. е. Са много мањим бројем бродова победио је већу пелопонеску флоту. Након смрти одали су му част статуом на Акропољу и државном сахраном. Сматра се првим великим адмиралом у историји.

## Први већи задаци
Први пут се појављује у историјским изворима 440. пре н. е, када је током Самског рата делио заповедништво са Периклеом, Ханоном и осталима.
Током 432. п. н. е. командовао је са 1.600 хоплита током опсаде Потидеје. Атињани нису још били опколили Потидеју са свих страна. Потидеја се налазила на најужем делу, који је означавао почетак полуострва Пелене. Атињани су је затворили Потидеју најпре са северне стране, али нису са јужне стране, где је било полуострво Пелена. Формион је са 1.600 хоплита стигао најпре на Пелену и одатле је напредовао до Потидеје и затворио ју је и са друге стране. Потидеја је била потпуно опкољена, а након тога Формион је успешно ратовао против атинских непријатеља у Халкиди. Током 431. п. н. е. заједно са Пердиком поново је ратовао против Халкиђана.

## Наупакт као поморска база за блокаду Коринтског залива
Током зиме 430/429. п. н. е. Атињани су под Фрормионовим заповедништвом послали 20 бродова око Пелопонеза. Формион је успоставио базу код Наупакта близу мореуза где Коринтски залив прелази у Патраски залив. Формион је имао контролу над Коринтским заливом, па нико од атинских непријатеља није могао да испови. У Наупакту су били Месењани, савезници Атињана.

## Спарта напада Акарнанију
Спарта је почела да припрема велику војску чији циљ је био да прегазе Акарнанију, да заузму Закинтос и Кефалонију и да евентуално зауму Наупакт. Операцијама Пелопонеског савеза у Акарнанији командовао је Кнем. Акарнанци су молили Формиона да им помогне, али одбио их је, јер се бојао да остави стратешки важан Наупакт без одбране.

## Битка код Рија 429. п. н. е.
Бродови Коринта и осталих савезника добили су задатак да превезе војску из Коринта и да помогну Кнему у опеарацијама. Када се пелопонеска флота од 47 бродова покренула западно дуж јужне обале у Коринтском заливу почела је да их следи атинска флота. Формион је намеравао да их нападне на пучини. Међутим Пелопонежани нису били забринути, јер је атинска флота имала само 20 бродова. Ипак пошто су имали доста теретних бродова намеравали су да умакну атинској флоти и да пређу мореуз код Рија. Атињани су их приметили и кренули су за њима ухвативши их на отвореном мору у средини теснаца.
Атински бродови су означенои црвеном бојом, а пелопонески црном. Формионова тактика је била да плови око пелопонеских бродова у кругу и да их сабија на све ужи простор.
Флота Пелопонежана била је много већа од атинске. Имали су 47 бродова, а Атињани само 20, али многи од пелопонеских бродова били су транспортни бродови, неподесни за поморску битку. Због тога су пелопонески заповедници наредили да се њихових 47 тровесларки постави у обрамбени круг. Прамци бродова су били усмерени од центра круга, а крма према центру круга. У центар су поставили мање бродове и пет најбржих тровесларки, које је требало да попуне празнине, које би се појавиле у кругу. Формион је одлучио да нападне такву формацију користећи ризичну и неуобичајену тактику. Повео је своје бродове и помоћу њих описао је кружну линију око пелопонеских бродова. Бродови би пловили тик до пелопонеских бродова и терали су их на све мањи простор. Претварали су се као да ће свакога часа напасти. Та тактика била је рискантна, пошто су атински бродови били осетљиви на брзи напад тј. пелопонески бродови су могли да се забију у веома блиске атинске бродове. Ипак није дошло до таквог напада, него су пелопонески бродови били сабијани у све ужи простор.
Формион је јако добро познавао локалне временске прилике и очекивао је ветар, који је обично дувао приликом свитања. Очекивао је да тај ветар битно поремети позиције пелопонеских бродова, на којима су биле неискусне пелопонеске посаде. Посаде атинских бродова су биле довољно искусне, па није очекивао да их ветар поремети. Према Формионовом очекивању појавио се ветар, који је бацао једне пелопонеске бродове на друге. Неискусна посада није успевала да спречи сударе и ломљење весала. Тада су и атински бродови кренули у напад. Атињани су најпре потопили заповеднички брод, а онда су потапали и остале бродове. Пелопонежани су били потучени до ногу, нису се одупирали, него су бежали. Атињани су заробили 12 пелопонеских бродова.

## Битка код Наупакта
Кратко време након битке код Рија Спарта је припремила велику флоту од 77 бродова. Атина је Формиону послала појачање, али они су се задржали на Криту, па су Пелопонежани намеравали да нападну атинску флоту код Наупакта што раније. Пелопонежани су желели да навуку атинске бродове у најужи део залива, а Формион је желио да избегне борбу у теснацу. У исто време желео је да заштити Наупакт. Пелопонежани су формирали 4 реда, па су пловили крај Пелопонеза према заливу са 20 најбржих бродова на десном крилу. Ти бродови требало је да послуже као варка, да Формион помисли да они можда иду на небрањени Наупакт. Формион је био присиљен да крене у том смеру, да се покрене да спречи напад на Наупакт. Атински бродови су запловили у залив у једној линији дуж северне обале. Са копна су их штитили месенски хоплити. Када су Пелопонежани видели да су атински бродови близу обале и унутар залива кренули су у напад, надајући се да ће их ухватити.
Девет атинских бродова је ухваћено или уништено, а преосталих 11 је побегло на отворено море. Неке од ухваћених бродова преотели су Месењани на обали. Двадесет пелопонешких бродова гањало је 11 атинских. Десет атинских бродова је отишло у Наупакт, а једанаести брод је бежао до једнога трговачкога брода. Ту се окренуо, па је напао и потопио непријатељски брод. Нагло потонуће пелопонешкога брода под командом Тимократа уплашило је Пелопонежане. Пелопонески бродови су прогонили атинске бродове у нереду. Неки су се зауставили, а неки су се насукали. Када су Атињани све то видели охрабрили су се и кренули су у контранапад са својих 11 бродова. Пелопонежани су се уплашили и почели су да беже. Атињани су заробили 6 бродова, а претели су и неколико својих. Том победом Атина је очувала доминацију у Коринтском заливу.

## Поход у Акарнанији
Током зиме 429/428. п. н. е. Формион је командовао једним походом у Акарнанији. Предводио је 400 атинских хоплита и 400 Месењана. Искрцавши се напредовао је у унутрашњост Акарнаније и напали су унутар Акарнаније оне, који нису били верни Атињанима. Заробљенике су одвели у Наупакт и касније послали у Атину.

## Заслуге
Заслужан је за репутацију Атине као непобедиве у поморском ратовању. Са много мањим бројем бродова два пута је победио много већу пелопонеску флоту. Када је умро приређена му је државна сахрана. Атињани су у његову част подигли статуу на Акропољу. Његов гроб и статуа видели су се бар до другога века.